# Desmogomphus tigrivensis
Desmogomphus tigrivensis – gatunek ważki z rodziny gadziogłówkowatych (Gomphidae).
Występuje w północnej części Ameryki Południowej – w Gujanie, Surinamie, Gujanie Francuskiej i Wenezueli. Takson Anomalophlebia nitida, opisany w 1995 roku na podstawie jednej samicy odłowionej w Wenezueli i umieszczony w monotypowym rodzaju Anomalophlebia, został w 2010 roku zsynonimizowany z Desmogomphus tigrivensis.